# Jean George Hainchelin
Jean George Hainchelin (* 7. August 1690 in Berlin; † 13. Oktober 1751 in Berlin) war Sohn des als Hugenotte aus Frankreich nach Deutschland geflüchteten Kaufmanns Claude Hainchelin und selbst Kaufmann in Berlin. Die Familie trug auch die Namen Hinchelin und Enchelin.

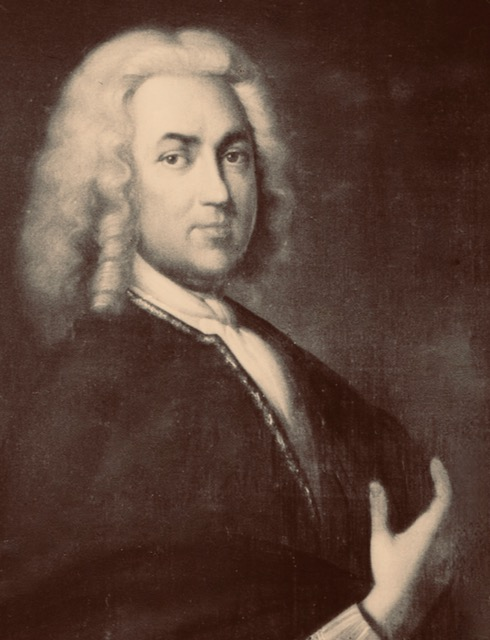
Ölbildnis Jean George Hainchelin

## Leben und Wirken

### Familie
Der Vater Claude Hainchelin war wegen der Verfolgung der Hugenotten in Frankreich mit seiner Ehefrau Jeanne Pessey (1656–1719) nach Aufhebung des Edikts von Nantes im Jahre 1685 als einer der ersten Hugenotten nach Berlin ausgewandert. Seine Mutter Jeanne Pessey (Pasley) war die Tochter von Jean Pessey und Elisabeth Pérard.
Aus der Ehe von Claude Hainchelin mit seiner Ehefrau Jeanne Pessey entstammt u. a. Jean George Hainchelin, der am 12. Juli 1719 seine Ehefrau Rachel geb. Jassoy (1689–1761) geheiratet hat. Rachel Jassoy war eine Tochter des Juweliers und späteren Bankiers Piérre Jassoy (1658–1714) und seiner Ehefrau Catherine Jassoy geb. Sechehaye aus Metz, die ebenfalls nach Berlin ausgewandert waren. Über die aus Metz stammende Familie Jassoy sind wir gut informiert durch das Buch von August Jassoy. Auf S. 79 schildert er, dass am 12. Juli 1719 Rachel Jassoy (geboren am 4. Oktober 1688 zu Kassel), Tochter von Pierre Jassoy-Sechehaye (und seiner Ehefrau Caterine Sechehaye) sich mit Georg Hinchelin aus Berlin verheiratete. Die Heirat fand in der Französisch-Reformierten Kirche Friedrichstadt (Berlin) statt. Auf S. 117 wird geschildert, dass Pierre Jassoy, * Metz 13. Oktober 1660, Juwelier und Goldschmied, † 1714 in Berlin 1714, sich am 23. September 1685 mit Catherine Sechehaye, verheiratete. Als der Verfolgungssturm losbrach, flüchtete Pierre Jassoy im August 1687 zunächst allein unter Zurücklassung seiner Frau und seiner im Säuglingsalter stehenden Tochter Marie, um eine neue Existenz in Deutschland zu gründen. Bald konnten ihm Gattin und Kind folgen. Im Oktober 1688 wurde die zweite Tochter, Rachel in Kassel getauft. Von da ging die Familie 1691 nach Altona (Hamburg) und 1694 nach Berlin. Weiterhin wird auf das Genealogische Handbuch von Koerner verwiesen, das die Angaben von August Jassoy ergänzt. Aus der Ehe Hainchelin und Jassoy ist ein für den preußischen Staat bedeutender Beamter hervorgegangen: Pierre Jérémie Hainchelin (1727–1787). Er war ein preußischer Finanzbeamter, erster Direktor der Französischen Holzgesellschaft sowie Direktor des französischen Waisenhauses und der „École de Charité“ in Berlin.

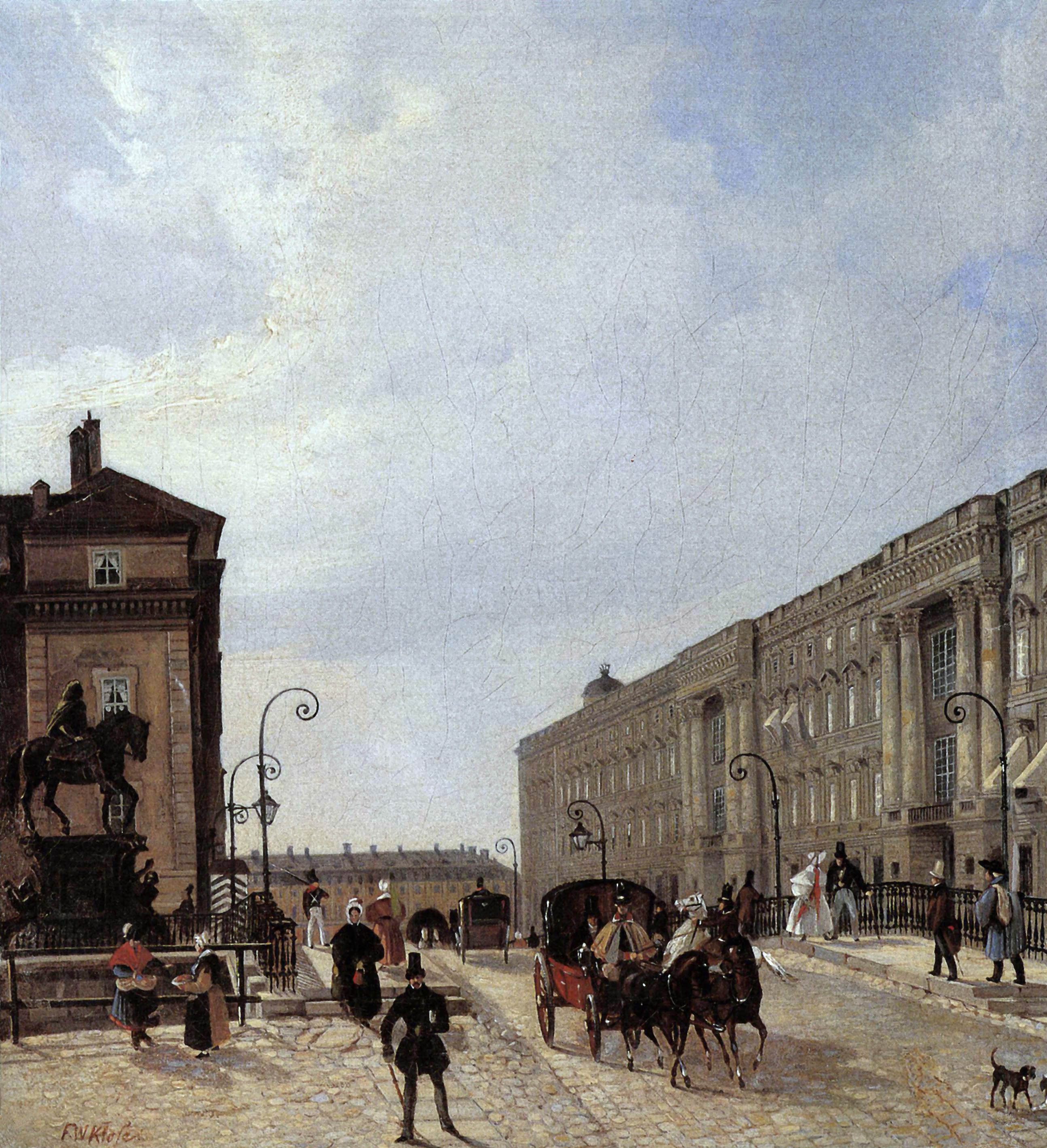
Blick über die Lange Brücke auf das Berliner Schloss

### Wirken

#### Bedeutung der französischen Einwanderer in Preussen
Der hugenottische Einwanderer Jean Pierre Erman beschreibt die Bedeutung der Handelshäuser in Berlin, zu denen auch das Geschäft der Familie Hainchelin gehörte. Die großen Handelshäuser, die die französischen Kolonisten in Berlin gründeten, hätten viel dazu beigetragen, die Manufakturen auf einen starken Fuß zu stellen und sie dort zu halten. Diese Häuser hätten sich Verbindungen mit ganz Deutschland und dem Norden geöffnet und Wollstoffe exportiert, deren Absatz erheblich gesteigert wurde. Was die Fabrikanten nicht in den entferntesten Orten ihrer Wohnungen verarbeiten konnten, hätten sie an die Händler verkauft. Die Herren Causid, Hainchelin, le Cog, Leplay, Maury, Espagne, Pérard hätten durch ihre Handelsgeschäfte mit dem Ausland die nationale Industrie gestützt und so ein großes Vermögen, erworben. Sie hätten die blühenden Firmen gegründet, die die Stärke der Berliner Kolonie ausmachten und seien durch den Geist des Gewinns, der sie immer charakterisierte, zu den Ernährern der Armen und den Unterstützern von Wohltätigkeitsstiftungen geworden.

#### Tätigkeit als Kaufmann
Jean George führte das von seinem Vater gegründete kaufmännische Unternehmen fort.
Er war Ältester der Berliner Kaufmannsschaft und handelte mit allen Sorten feinen und ordinairen Tüchern, und andern zur Kleidung benötigten Waren einschließlich Winter- und Sommertracht. Sein Laden (Gewölbe) war an der Ecke der Langen Brücke. Die Brücke verband den Schloßplatz mit der Rathausstraße Schlosses In den Gewölben waren die Läden untergebracht.

#### Lieferant für das Poudre d'Ailhaud
Hainchelin belieferte wie auch sein Vater den preussischen Hof unter König Friedrich dem Großen mit Waren. Überliefert ist die Lieferung von „10 paquets de pudres d'Ailhaud zum Preis von 37 Reichstalern und 12 Groschen“. Der französische Arzt und Scharlatan Jean d'Ailhaud (1675–1756) erregte im 18. Jahrhundert großes Aufsehen mit seinem von ihm vertriebenen Abführpulver (Poudre d'Ailhaud) als einer Universalmedizin und sammelte dadurch große Reichtümer. Er erhielt darüber nicht nur ein königliches Privilegium des französischen Königs, sondern sein Pulver wurde auch von allen Gebühren in Frankreich befreit. Friedrich der Große war selbst von dem Puder wohl nicht begeistert, sondern schrieb an den General Asmus Ehrenreich von Bredow spöttisch, dass das Hirn seiner guten Berliner töricht sei wenn es Ailhaud's Pulver für ein Allheilmittel halte. Sie seien geblendet von der Hoffnung, angezogen von der Mode, und probieren an sich selbst aus, welche Wirkung es haben wird.
Trotz dieser Kritik genoss Jean d'Ailhaud auch in Deutschland hohes Ansehen. Sein Buch erschien in Deutschland in mehreren Auflagen. Der Autor benötigte nur 30 Seiten seines Buches, um sein Pulver anzupreisen. Auf den Seiten 31 bis 192 werden dagegen Dankschreiben abgedruckt. Auf den restlichen Seiten 193 bis 208 gab der Autor Anweisungen zum Gebrauch und zur Dosierung. Es sind auf den Seiten 191 ff zwei Schreiben eines Herrn von Platen vom königlichen Preussischen Pionierregiments aus Neisse/Schlesien an Jean George Hainchelin abgedruckt, der im Auftrage seines Generals abermals um Übersendung des Pulvers mit der wunderbaren Wirkung bat. In einem weiteren Schreiben schilderte er mehrere Fälle, in denen das Pulver geholfen hätte, schwere Krankheiten zu heilen.

#### Mitglied der französischen Kirchengemeinde in Berlin
Sein Vater Claude Hainchelin gehörte zu den Personen, die bei der Errichtung der Französischen Friedrichstadtkirche beteiligt waren, mit deren Bau ab 1701 aus Spendenmitteln 1701 begonnen wurde. Jean George Hainchelin wird 1731 als einer der Kirchenältesten der französischen Kirchengemeinde erwähnt.

#### Beziehungen zu St. Petersburg in Russland
Die französischen Réfugiés in Deutschland unterstützen auch andere hugenottischen reformierten Kirchengemeinden in Europa.
Für die schon 1723 mit einem Prediger aus Genf versehene französische St. Petersburger Kirchengemeinde in Russland wurde in der französisch reformierten Kirchengemeinde in Magdeburg und anderen Städten um Geld zum Bau eines Tempels nebst Pfarr- und Küsterwohnung gesammelt. Am 11. Oktober 1728 quittierte Jean George Hainchelin die Kirchenkollekte für die französisch reformierte Kirche in St. Petersburg mit 57 Talern und 2 Groschen. Die besondere Bedeutung dieser Spende liegt nach Tollin darin, dass damit ein Datum gesetzt wurde in der damals noch unklaren Geschichte des französischen protestantischen Refugiums in Russland. Dank dieser und anderer Zuschüsse konnten die Hugenotten in Sankt Petersburg, nachdem sie sich bei dem in St. Petersburg tätigen Kaufmann Jean Pelloulier versammelt hatten, den Tempel einweihen. Jean Pelloutier war neben seinem kaufmännischen Beruf als Diakon in der Gemeinde tätig und hatte den Spendenaufruf für Deutschland mit unterzeichnet. Der etwa 1694 in Leipzig geborene Kaufmann Jean (Barthélémy) Pelloutier, Sohn der Kaufmanns Jean Pelloutier aus Leipzig (ca. 1663–1698) und Bruder des Theologen Simon Pelloutier, hatte am 23. Mai 1722 Charlotte Jassoy (1700–1773) geheiratet, die Schwester von Rachel Jassoy, der Ehefrau von Jean George Hainchelin. Dies war wohl der Grund, dass sein Schwager in Berlin von den Gemeinden in Deutschland, zu denen auch die Gemeinden in Berlin, Frankfurt am Main und Hanau gehörten, das gesammelte Geld erhielt, um es an Jean Pelloutier nach St. Petersburg weiterzuleiten.

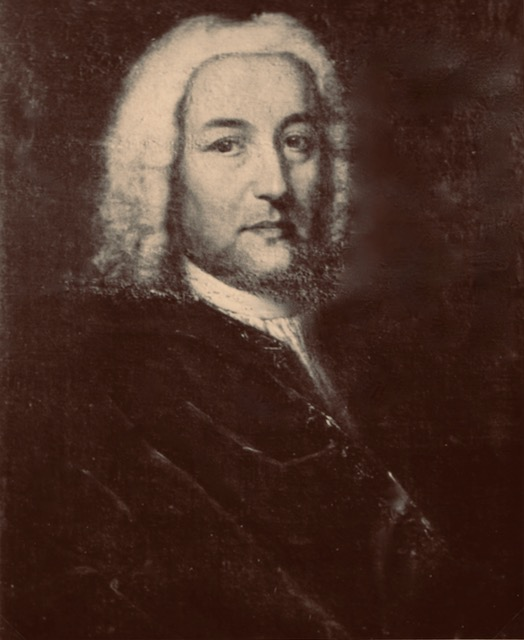
Ölbildnis Konsul Ulrich Kühn

In Petersburg lebte auch der preußische Konsul, Kommerzienrat und Agent Ulrich Kühn (Konsul) aus der Schweiz (1693–1767). Charlotte Jassoy, Schwester von Rachel Jassoy, der Ehefrau von Jean George Hainchelin, die zunächst mit Jean-Barthèlémy Pelloutier verheiratet war, hatte in zweiter Ehe Ulrich Kühn geheiratet. Aus dieser Ehe entstammte die in Petersburg geborene Hedwig Charlotte Kühn (1739–1817), die am 26.20.1761 Pierre Jérémie Hainchelin, den Sohn von Jean George Hainchelin, geheiratet hatte. Durch die Heirat wurden Pierre George Hainchelin und Ulrich Kühn verschwägert und waren die Großeltern der Kinder der Eheleute Hainchelin/Kühn. Kühn war schon seit 1730 Mitinhaber des Handelshauses Pelloutier, Krusemark & Co. und wirkte 1738 als Kurator der großen Konkursmasse des Holzkaufmanns Simon Brumberg. Ulrich Kühn war der erste preußische Konsul in St. Petersburg, der damaligen Hauptstadt des Russischen Kaiserreiches.
Jean George Hainchelin war in St. Petersburg am 22. Juni 1748 als Vertreter des Taufpaten Frédéric-Guillaume Poggenpool bei der Taufe der am 14. Juni 1748 geborenen Marie-Anne Pauzié anwesend, der Tochter von Jérémie Pauzié, Juwelier und Diakon der französischen Kolonie in St. Petersburg, und seiner Ehefrau Madeleine Marie Scalogne. Jérémie Pauzié (1716–1779) war am Zarenhof Hofjuwelier und schuf zusammen mit einem anderen Hofjuwelier 1762 die heute im Moskauer Kreml aufbewahrte Krone der Zarin Katharina II. („die Große“). Friedrich Wilhelm Poggenpohl (1703–1770) war etwa 1735 aus Bielefeld nach St. Petersburg übergesiedelt. Dort gründete er ein Handelsgeschäft mit Bielefelder Leinen.

#### Capitaine der Berliner Feuerwehr

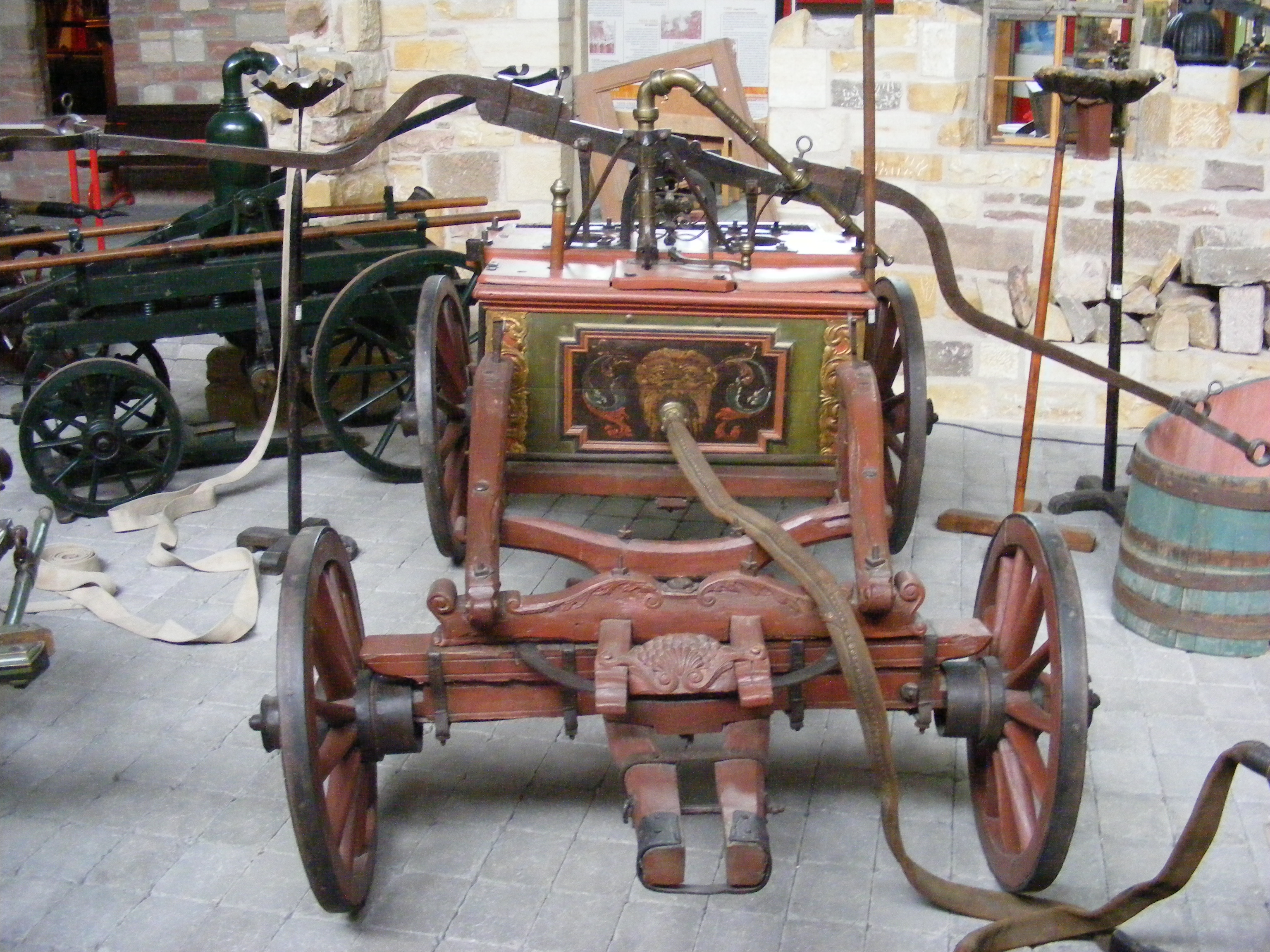
Handdruckspritze (1751) im Deutschen Feuerwehr-Museum

In Berlin gab es seit 1727 eine umfangreiche „Feuer-Ordnung in denen Königlichen Residentzien Berlin und Vorstädten“. Ein „Magistrat-Avertissement“  aus dem Jahr 1743 führte detailliert aus, wie sich das gestaltete. Für jedes Stadtviertel wurden die kommandierenden Offiziere und Unteroffiziere und namentlich die zugeordneten Bürger bzw. Einwohner genannt (auch für die französische Kolonie, die also noch Sonderrechte hatte). Und es benannte auch die Verantwortlichen für die 20 städtischen Spritzen und 3 Prahmspritzen, die auf Kähnen angebracht waren. Diese unterstanden den Feuerherren, den Spritzen- und Druckmeistern. In der vorbezeichneten Verordnung aus dem Jahre 1743 werden für die französische Kolonie die Offiziere und Unteroffiziere für die 8 Kompanien der „Officiers Bourgeois de la Colonie Françoise“ benannt. Der 1. Capitaine der 3. Kompanie war Jean George Hainchelin.

#### Kurioses
Obwohl Jean George Hainchelin im Jahre 1751 gestorben war, taucht sein Name 1822 in einer Amtlichen Bekanntmachung des Königlichen Stadtgerichts auf. Dort wurde bekannt gemacht, dass bei der Auflösung des aufgelösten französischen Colonie-Gerichts 348 und 238 Reichsthaler als Deposita vorgefunden worden seien, zu denen bereits im Jahre 1774 die Akten gefehlt hätten. Der Inhaber wurde aufgefordert, seine Ansprüche anzumelden, andernfalls das Geld als herrenloses Gut dem Fiscus zugesprochen werde. Ob sich jemand gemeldet hat, ist nicht bekannt. Ein preußischer Reichstaler aus der Zeit um 1800 entsprach einem Wert von 200 Euro.